# Császár János
Császár János (Decs, 1910. október 7. – Pécs, 1987. november 15.) zengővárkonyi néptanító, kántor, karnagy, Zengővárkony díszpolgára, a Magyar Kultúra Lovagja.

## Pályafutása
Egykori néptanító, Császár János Fülep Lajos (zengővárkonyi lelkipásztor, európai hírű művészettörténész) tanítványa volt a Bajai Tanítóképzőben. Decsi származású végzős diákját 1929-ben hívta maga mellé kántortanítónak. 20 évig dolgoztak együtt kölcsönös tiszteletben és megértésben. A tanítvány „vérbeli” és hiteles néptanítóvá vált. 
Az igazi néptanító, mint amilyen Császár János volt, nemcsak tanított, de jellemeket, lelkeket formált, nevelt – nemcsak szóval, hanem példával is –, tisztességre, szüleik, hagyományaik szeretetére. Ebben az osztatlan kis iskolában generációkat képzett igényességgel, elismerten magas színvonalon. Az 1933. évi esperesi jelentésben ez szerepelt: „messze kiemelkedik a többi iskolák fölé, a növendékek még a hangjegy olvasásában is olyan tökéletességre tettek szert, hogy bármit leénekelnek első látásra”, a tanítónak, karnagynak köszönhetően.
A kulturális élményeket nyújtó csoportokban végzett munkát szerette a legjobban;- a dalárdát, a Gyöngyös Bokrétát, a zenekart, a fafaragást, az olvasókört, a színielőadásokat, a szövést, a mütyürkehímzést, a műsoros esteket. Azonban éppen ilyen fontos volt számára a tanítás, a kántorizálás, a kultúrház építése, és a falubeliek gondja is. Arany, ezüst, és bronz oklevelek, serlegek tanúsítják azokat a sikereket, amelyeket kórusaival, táncosaival, népművelési tevékenységével szerzett. A régi falusi világban igazi jó közösségek voltak, mindannyiójuk örömére és gazdagodására.
1938-ban eljegyezte, majd 1939-ben feleségül vette néhai Nagy József nyugalmazott MÁV főintéző leányát, a sokoldalúan művelt, Nagy Katalint, aki méltó társa lett a művelődésszervezési munkákban. Császár János és családja fotográfián látható az 1950-es évek elején.
1951-ben a felszólítás ellenére sem mondott le a kántorizálásról, ekkor fegyelmi úton más faluba helyezték. 1956-ban a zengővárkonyi volt tanítványai a helyi forradalom élére hívták;- természetesen jött is. A forradalom bukása után három évre ítélték. Másfél év után szabadult, de többet nem taníthatott. Fizikai segédmunkát végzett két évtizeden keresztül.
A hatvanas években már a „Várkonyi Tájház” gondolatát dédelgetve a berendezést gyűjtögette. 1972-ben nyugdíjasként Pécsről járt Zengővákonyba, hogy – húsz év elteltével – ismét életre keltse a pávakört és a zenekart. Az 1974-es pécsváradi „leányvásáron” már díjat is nyert az egykori Gyöngyös Bokréta tagjainak unokáival. 1975-ben a tanító egészségi állapota megromlott. A Pávakör vezetését tehetséges tanítványának, Töttös Sándornak adta át, aki Európa szerte sok sikert aratott tánccsoportjával.
A „Tanító Urat” 1987. november 21-én – végakarata szerint – a szelídgesztenyés tövében meghúzódó zengővárkonyi temetőben, szeretett falujában helyezték örök nyugalomra.

## Emlékezete

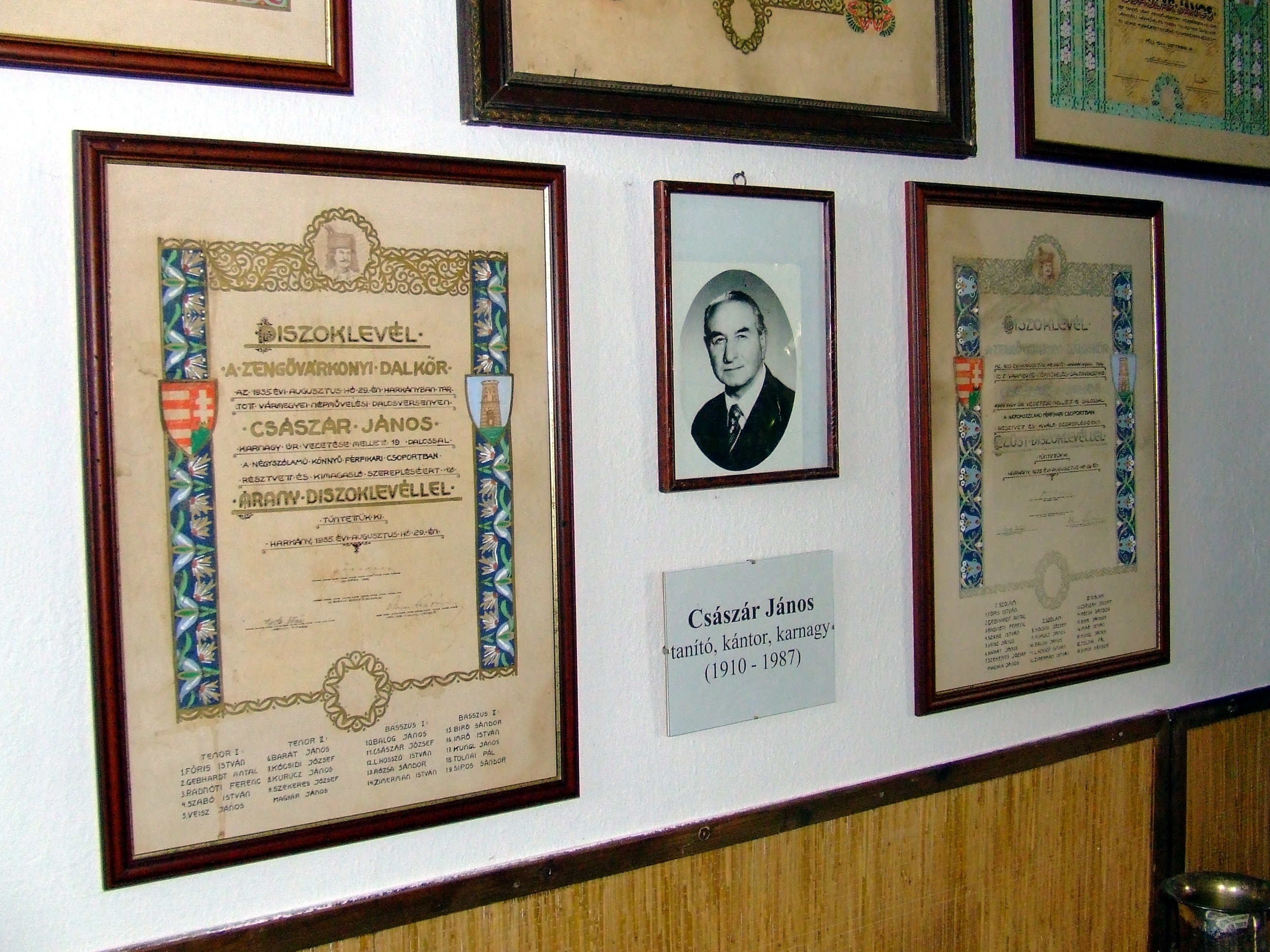
Császár János emlékszoba, Zengővárkony

Sokszor és tisztelettel emlékeznek rá, mint tette ezt egykori kedves tanítványa, a Császár János Emlékszoba létrehozója, Hosszú László is, e szavakkal: „Lámpás voltál. Előttünk járva világítottál, hogy értelmi és érzelmi világunkban csak az egyenes, tiszta úton járjunk. Legyél fáklya ez után is, hogy életed példájának fényénél bátran mehessünk azon az úton, melyen elindítottál bennünket a Tőled kapott útravalóval.”
Boris Sándor, a falu első polgármestere a következőket mondta 1992-ben, emléktáblájának felavatásakor: 
„Emléktáblával állítsunk emléket és kérjünk bocsánatot nevének megörökítésével az Őt ért igazságtalan vádakért, a börtönért, a verő legények durvaságáért, és a mellőzöttségért, megköszönve életművét, generációk emberré nevelését, hitét, a falu iránti rajongó szeretetét, közösségteremtő munkásságát.”
Ördög Béla polgármester többek között, így méltatta: „Díszpolgárt avatunk. Az elmúlt hetekben, hónapokban azt tapasztaltam, hogy Császár János tanító úr emlékének tiszteletében valami hihetetlen összhang, egyetértés van a várkonyiak között”.
A Kézművesek Baranyai Egyesülete öt éven keresztül szervezett Zengővárkonyban Császár János Emléknapokat, s az ő előterjesztésükre kapta meg posztumusz 2004-ben a néhai tanító a Magyar Kultúra Lovagja címet, amelyet az egyik lánya vett át.
Az Emléktábla és a Díszpolgári cím a falu lakosságának, a Tánccsoportnak, valamint a Polgármesteri Hivatalnak az ajándéka. Az Emlékszobát egykori tanítványa hozta létre. A Császár János Alapítványt a gyülekezet alapította.
2010. augusztus 28-án, Császár János születésének 100. évfordulóján a Zengővárkonyi Falunapon tartottak megemlékezést. Az eseményről megtekinthető rövid videó is, amelyben életének emlékezetes fordulópontjai, tevékenységének ismertetése is elhangzik, dokumentumok, fényképfelvételek is láthatók..
2024. március 23-án emlékére a 2023 őszén felavatott és helyreállított Közösségi Ház felvette Császár János nevét.